# پاجور
پجوار (به لاتین: Pajwar) یک منطقهٔ مسکونی در افغانستان است که در ولایت بدخشان واقع شده‌است.